# Elbhangfest

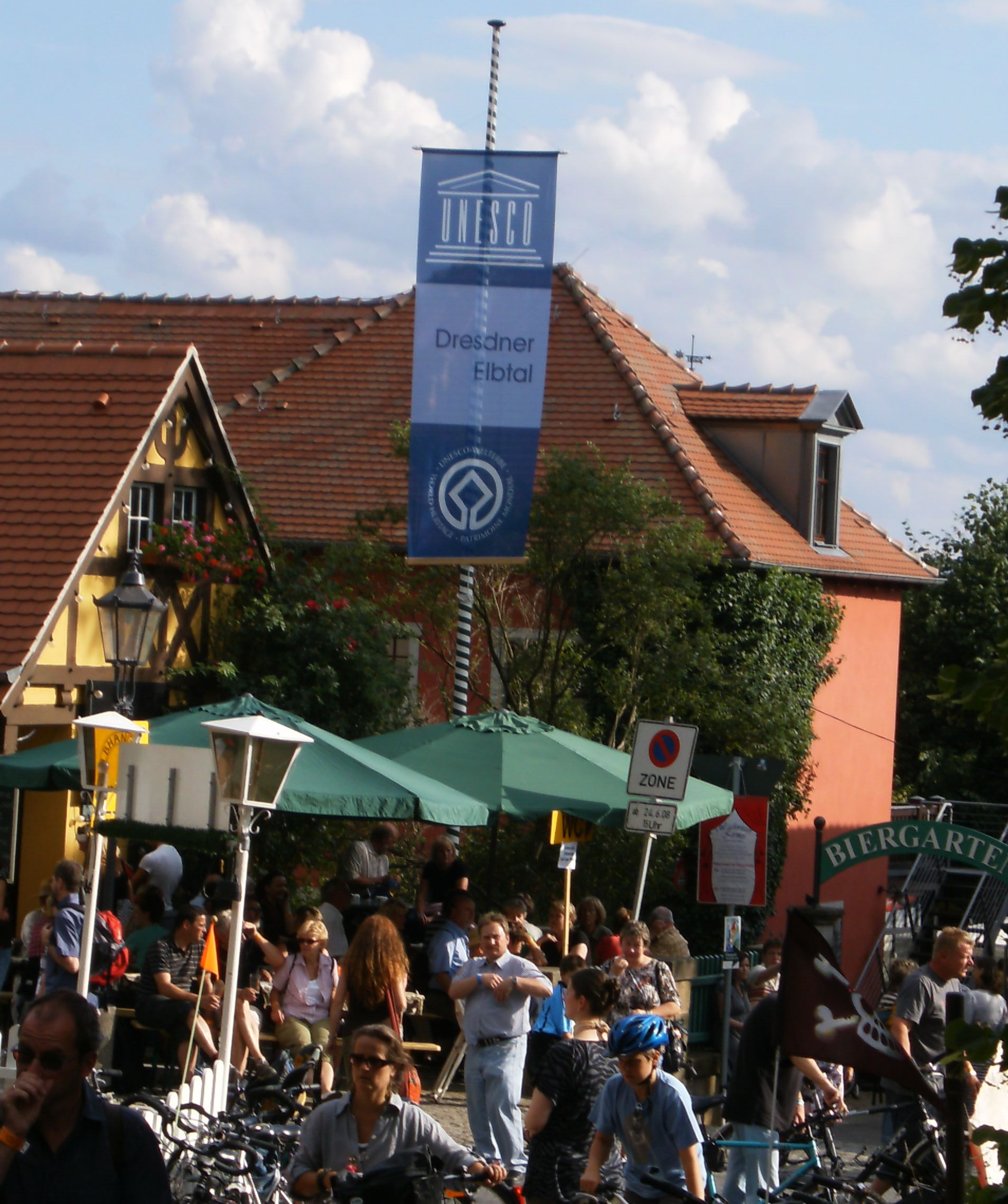
Elbhangfest 2008

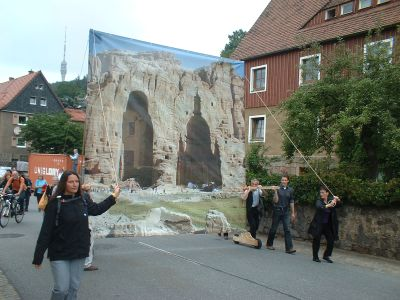
Elbhangfest 2009

Das Elbhangfest ist ein Kunst- und Kulturfest in Dresden, das jährlich am letzten Wochenende im Juni an den Elbhängen zwischen den Stadtteilen Loschwitz und Pillnitz stattfindet. Es wurde erstmals im Jahr 1991 organisiert und ist eines der größten Stadtfeste Dresdens. 2017 besuchten 22.000 Menschen das Elbhangfest, 2018 nur noch 14.000. Das Fest wird von einem ehrenamtlich arbeitenden Verein organisiert. 2023 wurde das Elbhangfest abgesagt, da zu wenig Karten im Vorverkauf abgesetzt werden konnten. 2024 und 2025 fanden wieder Feste statt, 2025 kamen 25.000 Besucher.

## Festgelände und Programm
Das Festgelände ist während der Veranstaltung für den Autoverkehr gesperrt. Es wird begrenzt vom Körnerplatz in Loschwitz und dem Schlosspark Pillnitz. Weitere wichtige Punkte sind der Rhododendrongarten sowie die Stadtteile Wachwitz, Niederpoyritz und Hosterwitz.
Während des Festes finden Konzerte, Theater- und Tanzveranstaltungen sowie Lesungen statt. Zusätzlich beteiligen sich die Anwohner mit eigenen Beiträgen. Höhepunkt ist der von Loschwitz nach Pillnitz ziehende Festumzug, der dem thematischen Motto entsprechend gestaltet wird. Im Rahmen des Festes findet auch regelmäßig das Dresdner Drachenbootfestival mit Rennen auf der Elbe statt.

## Geschichte
Das erste Elbhangfest fand am 29. und 30. Juni 1991 statt. Anlass war der Wiederaufbau der ursprünglich von George Bähr erbauten Kirche in Loschwitz und der Erhalt der von Matthäus Daniel Pöppelmann erbauten Weinbergkirche in Pillnitz. Das Festmotto lautete daher „Von Bähr zu Pöppelmann“. Zum zweiten Elbhangfest, ein Jahr später, wurde ein gemeinnütziger Verein zur Organisierung des Festes gegründet. Ein Höhepunkt auf dem Fest im Jahr 1993 war das Aufsetzen der Turmkugel der Loschwitzer Kirche.

## Festmottos
Das Elbhangfest steht jedes Jahr unter einem bestimmten Motto, das sich auf bestimmte geschichtliche Ereignisse der Stadtteile, Jahrestage oder andere Aspekte als thematische Schwerpunkte bezieht. Die stattfindenden Veranstaltungen, darunter auch der Festumzug, richten sich nach diesem Motto.
1. 29.–30. Juni 1991: „Von Bähr zu Pöppelmann“
2. 27.–28. Juni 1992: „Von Körner zu Weber – Landschaft der Romantik“
3. 26.–27. Juni 1993: „100 Jahre Blaues Wunder“
4. 25.–26. Juni 1994: „Um Sack und Perücke – Barockes Treiben“
5. 24.–25. Juni 1995: „Drahtseilbahn und Weinbergschnecke – der Hang nach oben“
6. 29.–30. Juni 1996: „Unter italienischem Himmel – Pasta – Siesta – Musica“
7. 28.–29. Juni 1997: „Von der Chaise zur Polonaise – Nachbarn lassen bitten“
8. 27.–28. Juni 1998: „Mit Pinsel, Pauken und Poeten – Kunst am Abhang“
9. 26.–27. Juni 1999: „Verschwommen sieht der Lachs uns kommen“
10. 24.–25. Juni 2000: „Wachwitz zeigt die Zehne – 650 Jahre Wachwitz – 10 Jahre Elbhangfest“
11. 23.–24. Juni 2001: „Sauerlump und Königskerze – Was uns so alles blüht“
12. 29.–30. Juni 2002: „Kneippen, Kuren und L’Amouren“
13. 27.–29. Juni 2003: „Zündet Lichter für Ludwig Richter“
14. 25.–27. Juni 2004: „Wenn die Böhmen mit den Sachsen“
15. 24.–26. Juni 2005: „Nehmt hin die Welt!… rief Zeus von seinen Höhen“
16. 23.–25. Juni 2006: „Rumopern bis zum Abpfiff“
17. 22.–24. Juni 2007: „Schau an der schönen Gärten Zier …“
18. 27.–29. Juni 2008: „Dreht sich’s zünftig – dreht sich’s künftig!“
19. 26.–28. Juni 2009: „Schätze der Freiheit: Schätze die Freiheit!“
20. 25.–27. Juni 2010: „Der Elbhang träumt“
21. 24.–26. Juni 2011: „Odole mio – Lingner in aller Munde“
22. 22.–24. Juni 2012: „Das ewig Weibliche zieht uns zum Hang“
23. 28.–30. Juni 2013: „Mein lieber Schwan“
24. 27.–29. Juni 2014: „Von Niederwach bis Hosterlosch – Dem Pill-Witz auf der Spur“[5]
25. 26.–28. Juni 2015: „Wasser, Weine, Urgesteine – 700 Jahre Loschwitz“
26. 24.–26. Juni 2016: „Come together! – Großbritannien am Elbhang“
27. 23.–25. Juni 2017: „Martins Most und Katharinas Äpfel“
28. 22.–24. Juni 2018: „Gründer und Erfinder – Der Hang zur Technik“
29. 28.–30. Juni 2019: „Diddschn statt Diggschn – das wohltemperierte Kaffeekränzchen“
30. 24.–26. Juni 2022: „Das Dreißigste tanzt!“ (ursprünglich geplante Termine 2020 und 2021 fielen aufgrund der Covid-19-Pandemie aus)[6] (2023 abgesagt)
31. 28. - 20. Juni 2024: "Auf die Dörfer!"
32. 27. - 29. Juni 2025: "Der Glaube und die Traube"